# 小行星33000
小行星33000（33000 Chenjiansheng）是一颗绕太阳运转的小行星，为主小行星带小行星。该小行星于1997年2月11日发现。

## 轨道参数
小行星33000的轨道半长轴为2.7504016 UA，离心率为0.171。